# ماركوس دا سيلفا
ماركوس دا سيلفا هو لاعب كرة قدم برازيلي، ولد في 16 يناير 1986 في ساو كايتانو دو سول في البرازيل. لعب مع نادي تشيرنو مور فارنا.

## وصلات خارجية
- ماركوس دا سيلفا على موقع قاعدة بيانات كرة القدم.إي يو (الإنجليزية)